# Ensemble, nous allons vivre une très, très grande histoire d'amour...
Pour plus de détails, voir Fiche technique et Distribution.
Ensemble, nous allons vivre une très, très grande histoire d'amour... est un film français réalisé par Pascal Thomas, sorti en 2010.

## Synopsis
Les deux personnages principaux,Dorothée (Marina Hands) et Nicolas (Julien Doré), font partie de deux groupes de danses folkloriques en représentation au Festival de Confolens,. Au hasard des spectacles, leurs regards se croisent et c'est le coup de foudre. Le festival se termine pourtant et chacun doit regagner sa province, jusqu'à ce que Nicolas vienne un jour par surprise s'installer dans le village de sa bien-aimée.
Dorothée et Nicolas sont persuadés qu'ils vont vivre une parfaite histoire d'amour. Mais dans la vie rien ne se déroule comme prévu : disputes, trahisons et autres complications vont venir ébranler l'édifice de leur passion, aussi tourmentée que le tourbillon d'une comédie dans laquelle ils vont se retrouver.

## Fiche technique
- Titre : Ensemble, nous allons vivre une très, très grande histoire d'amour...
- Réalisation : Pascal Thomas
- Scénario : Pascal Thomas d'après Dino Risi, Agenore Incrocci et Scarpelli
- Production : Yves Chanvillard et Nadim Cheikhrouha (Screenrunner)
- Musique : Reinhardt Wagner
- Photographie : Renan Pollès
- Sociétés de productions : Les Films Français, France 2 Cinéma, Ah! Victoria! Films, Canal+, France Télévision, CinéCinéma, Région Poitou-Charentes, Soficinéma 5, Screen Runner
- Pays d'origine : France
- Format :  couleur - 1,85:1 - 35 mm
- Genre : comédie
- Durée : 99 minutes
- Date de sortie :
  - France : 7 avril 2010

## Distribution
- Marina Hands : Dorothée Duchamp, culottière
- Julien Doré : Nicolas Heurtebise, coiffeur
- Guillaume Gallienne : Hubert Saint Fonelli, tailleur
- Laure de Clermont-Tonnerre : Caroline
- Benoît Bartherotte : le père de Dorothée Duchamp, marbrier
- Noémie Lvovsky : Mme Adélaïde
- Hervé Pierre : le gérant du bureau de placement
- Christophe Héraut : René
- Bernard Ménez : Le patron du salon de coiffure
- Jean Atonga : le manucure
- Jean-Jacques Vincent : le père Joseph
- Jacques Pieri : le médecin chef
- Christian Morin : le journaliste
- Alain Kruger : le médecin chef
- Michel Champetier : le voisin d'hôpital Hubert
- Vladys Muller : l'autre Dorothée
- Rébecca Hazan : la manucure sans concierge
- Victoria Lafaurie : la chanteuse de l'orchestre
- Paul Minthe : le médecin du GIPN
- Marie-Paule Sirvent: son assistante
- Laetita Renavand : la femme du médecin
- Vladimir Lafaurie : le fils du médecin
- Bernard Chapuis: l'académicien qui chante
- Hélène Plemiannikov : la femme au café qui connaît Roland Duval
- Alexandre Lafaurie : le barman du café Fumant
- Richard Taxy : le chef d'équipe du Palais
- Ilinka Vuksanovic : la chef d'équipe
- Serge Biavan : le Père Noël
- André Manoukian : Bertrand
- Florence Maury : la bourgeoise du CAC 40

## Bande originale
- Lors de la scène du couvent, le chant entendu en arrière-plan est J'irai la voir un jour (Ikusiren zaitut), chant traditionnel catholique basque.

## Autour du film
- Le film est une adaptation du film italien de 1969 Straziami, ma di baci saziami, réalisé par Dino Risi et scénarisé par Age et Scarpelli[4].
- Au café près de chez Saint Fonelli, une femme dit avoir rencontré à Montargis Roland Duval, professeur de Pascal Thomas.